# Bousbecque
Bousbecque (flämisch: Bosbeke) ist eine französische Stadt mit 4956 Einwohnern (Stand: 1. Januar 2022) im Département Nord in der Region Hauts-de-France. Sie gehört zum Arrondissement Lille und zum Kanton Lambersart. Die Einwohner werden Bousbecquois genannt.

## Geografie
Die Stadt Bousbecque liegt etwa 20 Kilometer nördlich von Lille und sieben Kilometer nurdwestlich des Stadtzentrums von Tourcoing an der Leie (französisch: Lys), die hier die Grenze zu Belgien markiert. Umgeben wird Bousbecque von den Nachbargemeinden Wervik (Belgien) im Norden, Halluin im Osten, Roncq im Südosten, Linselles im Süden sowie Wervicq-Sud im Westen.
Durch die Gemeinde führt die frühere Route nationale 345.

## Bevölkerungsentwicklung
| Jahr                       | 1962 | 1968 | 1975 | 1982 | 1990 | 1999 | 2010 | 2020 |
| Einwohner                  | 3254 | 3345 | 3446 | 3914 | 3912 | 4157 | 4702 | 4791 |
| Quellen: Cassini und INSEE |      |      |      |      |      |      |      |      |

## Sehenswürdigkeiten
- Kirche Saint-Martin, 1480 erbaut, 1874 weitgehend neu errichtet
- Kapelle Notre-Dame de la Délivrance
- Kapelle Saint-Joseph aus dem Jahre 1868
- ehemaliges Rathaus
- Gutshof bzw. Schloss Bousbecque, 2010 abgebrochen
- Deutscher Soldatenfriedhof

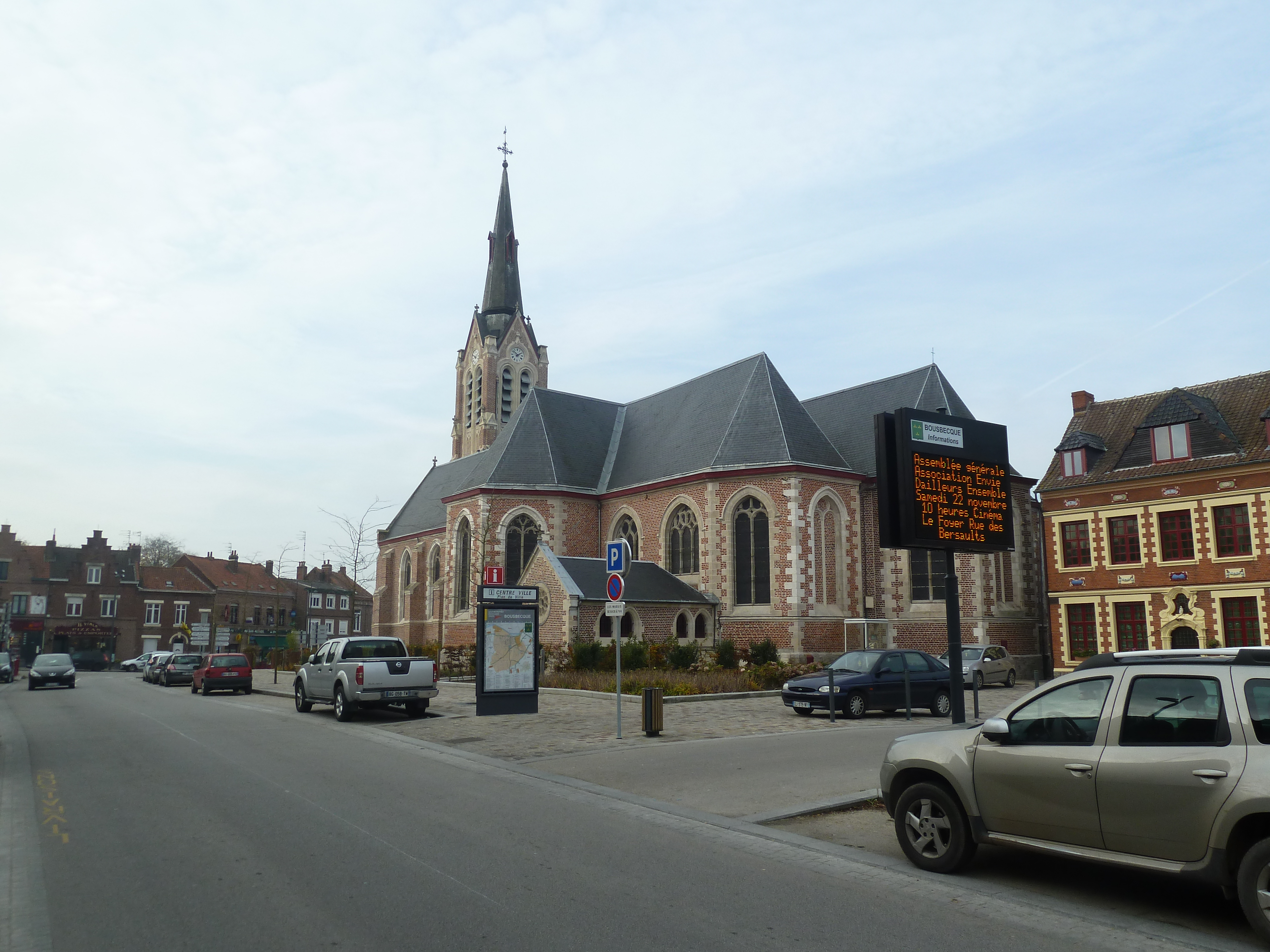
Kirche Saint-Martin
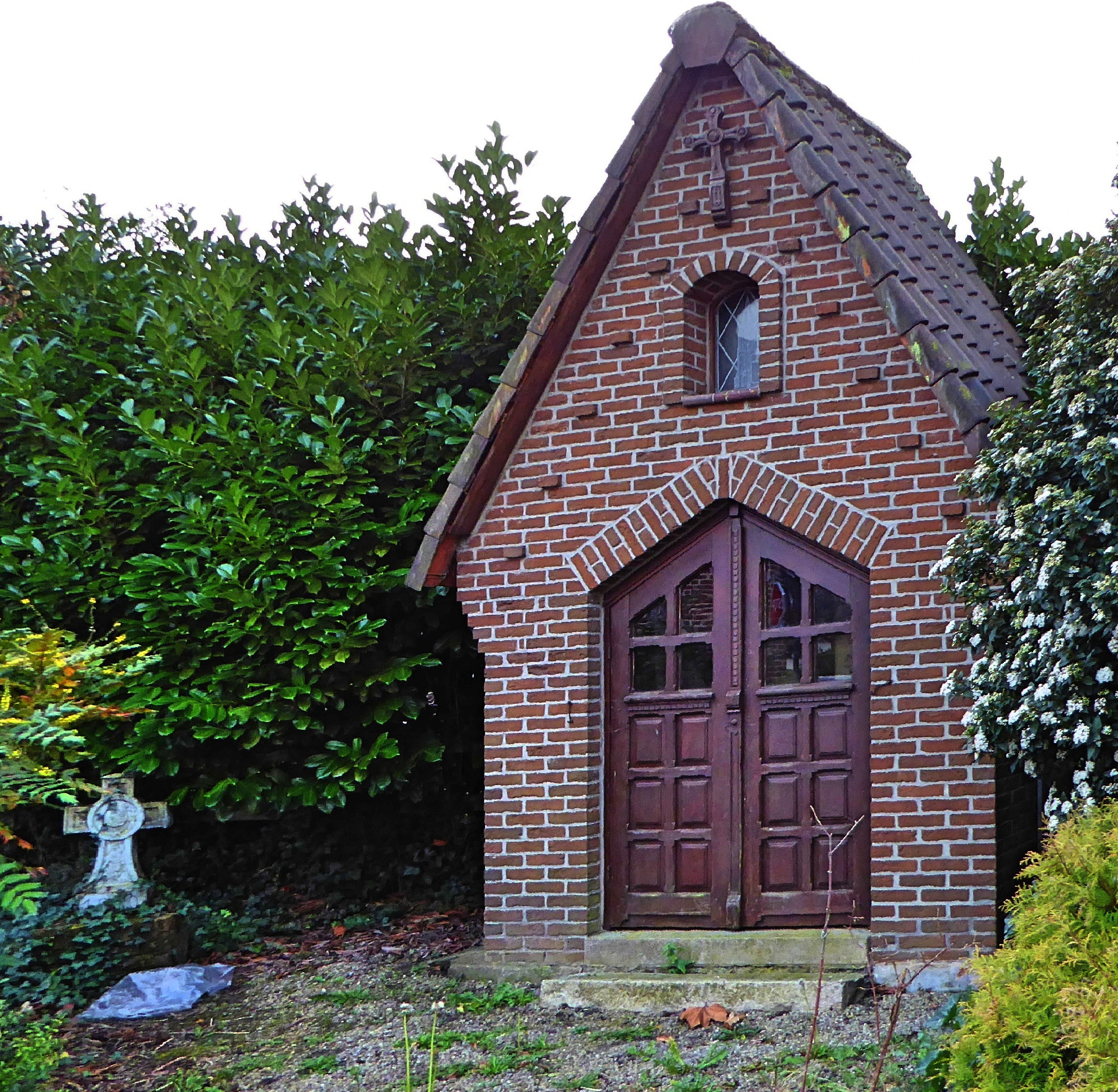
Kapelle Croix-Blanche
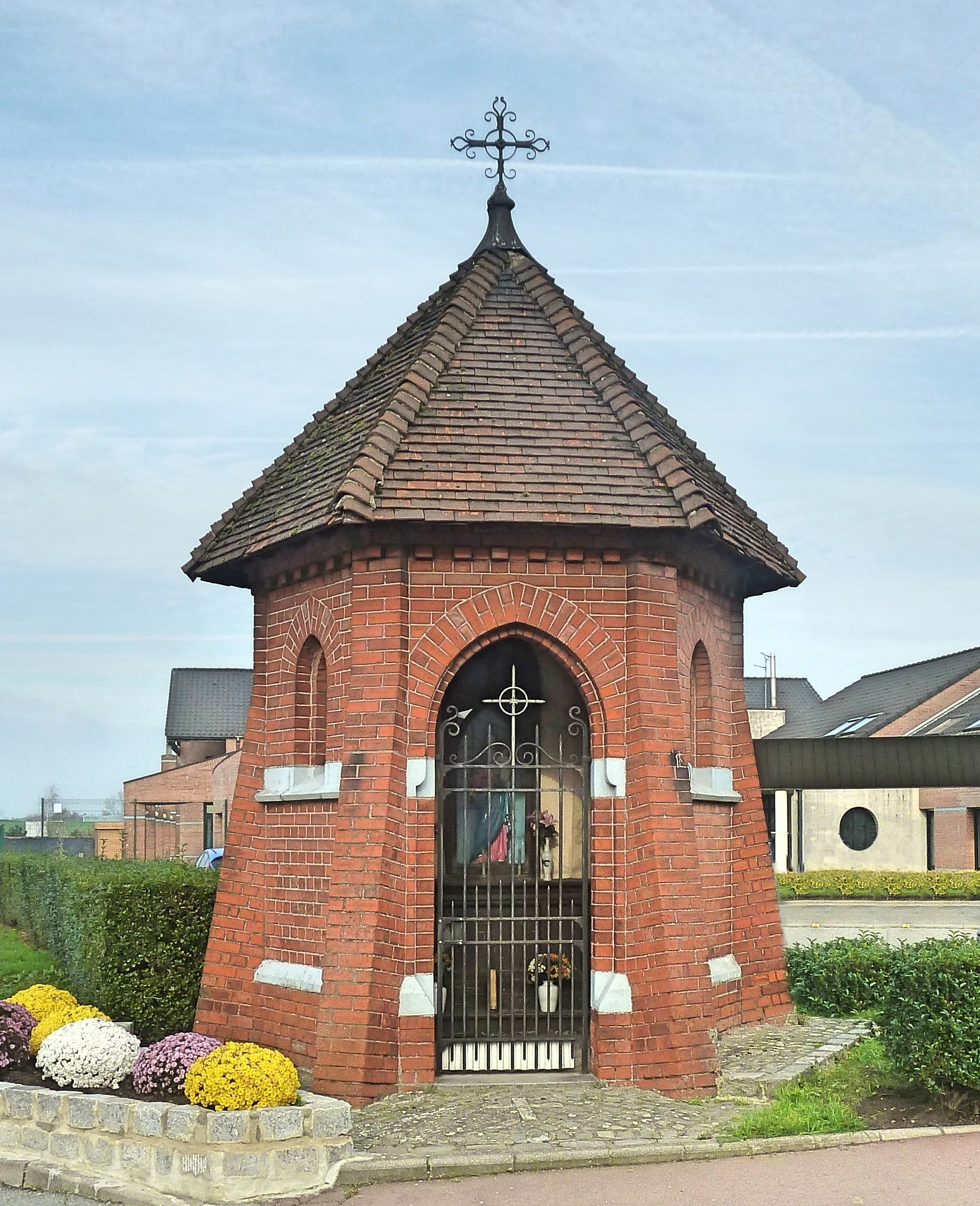
Kapelle Motre-Dame-de-Bon-Secours
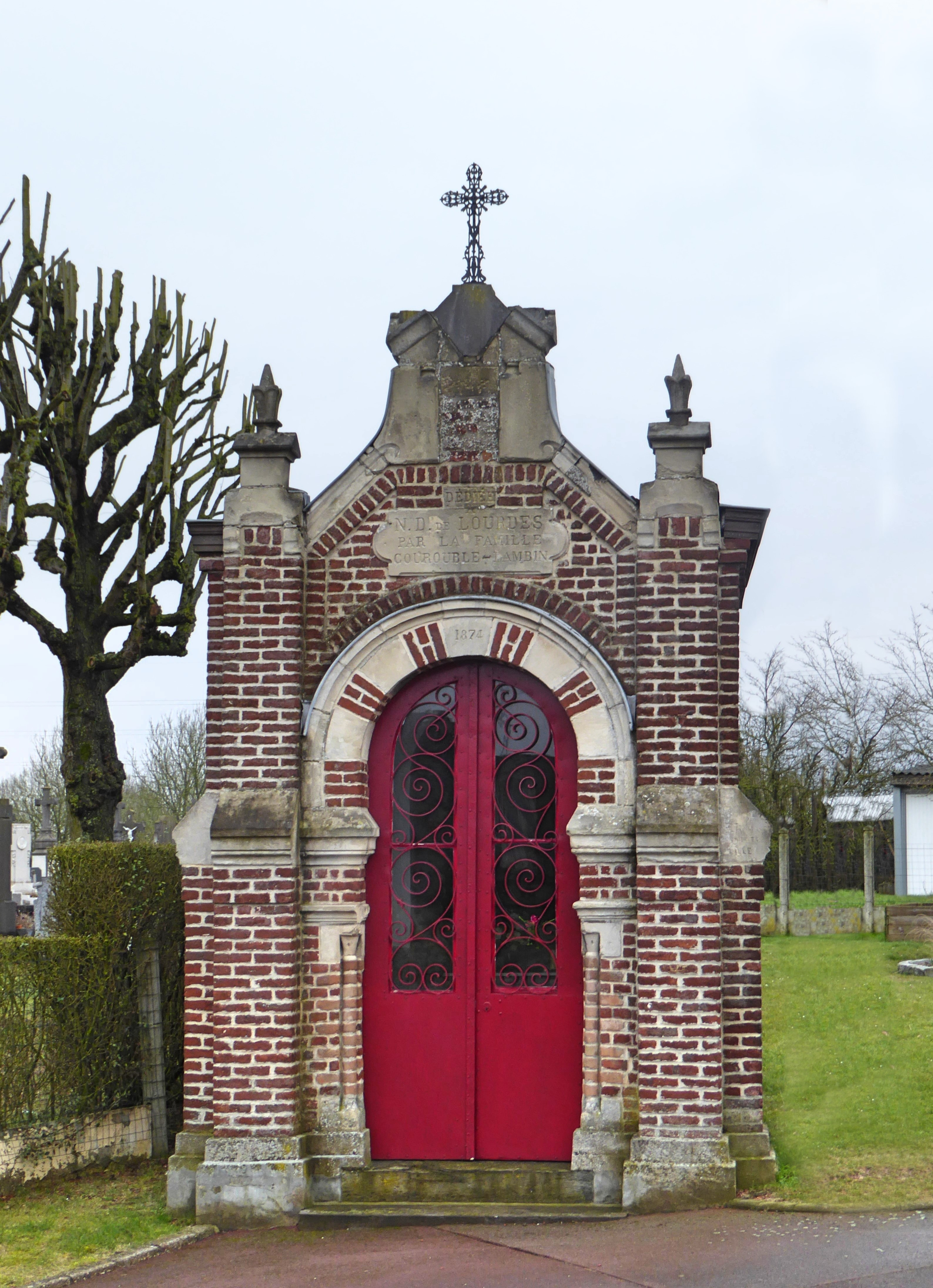
Kapelle Notre-Dame de Lourdes
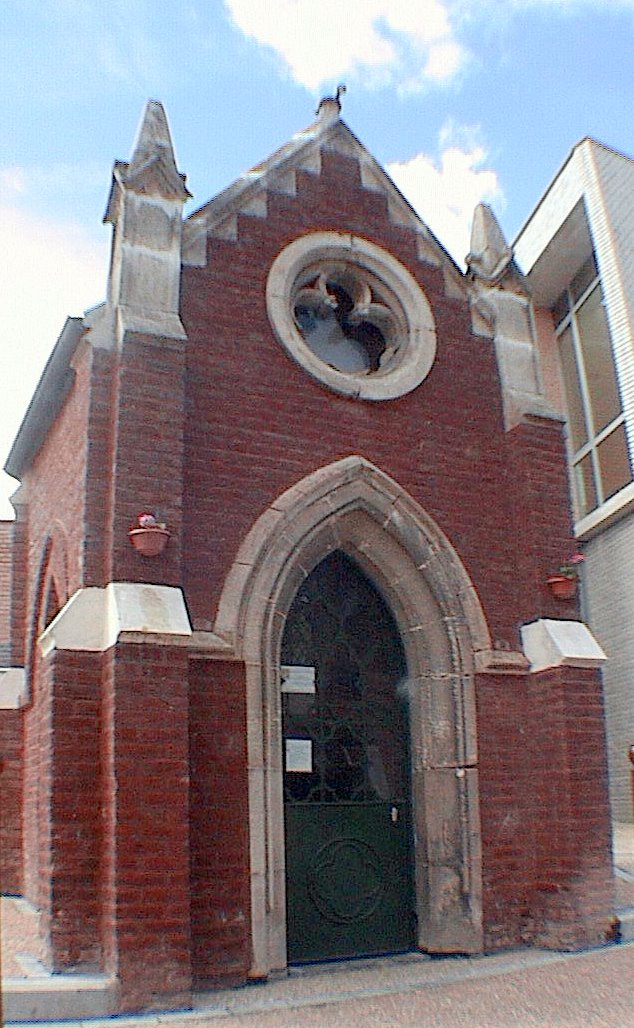
Kapelle Saint-Joseph
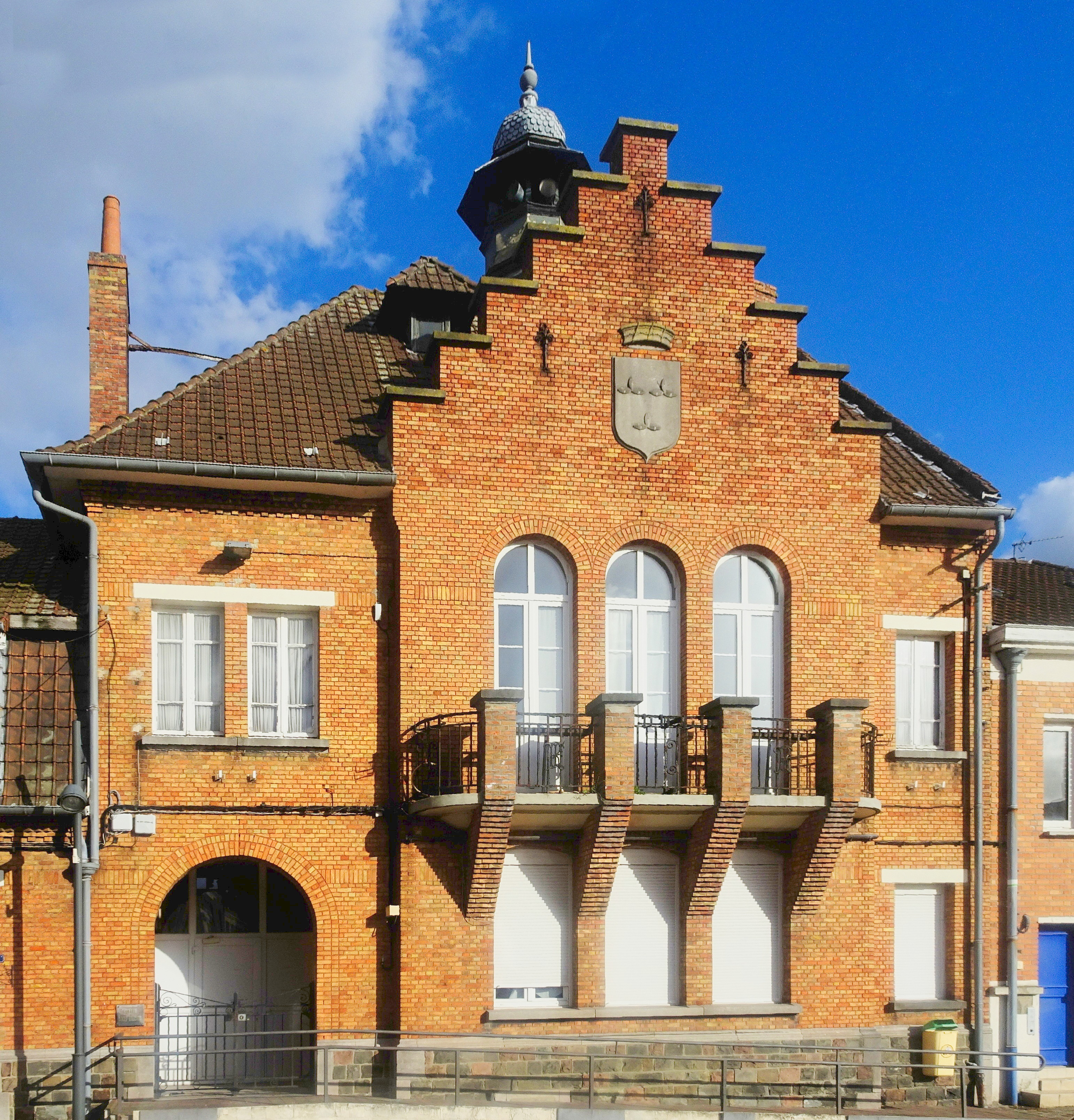
Ehemaliges Rathaus
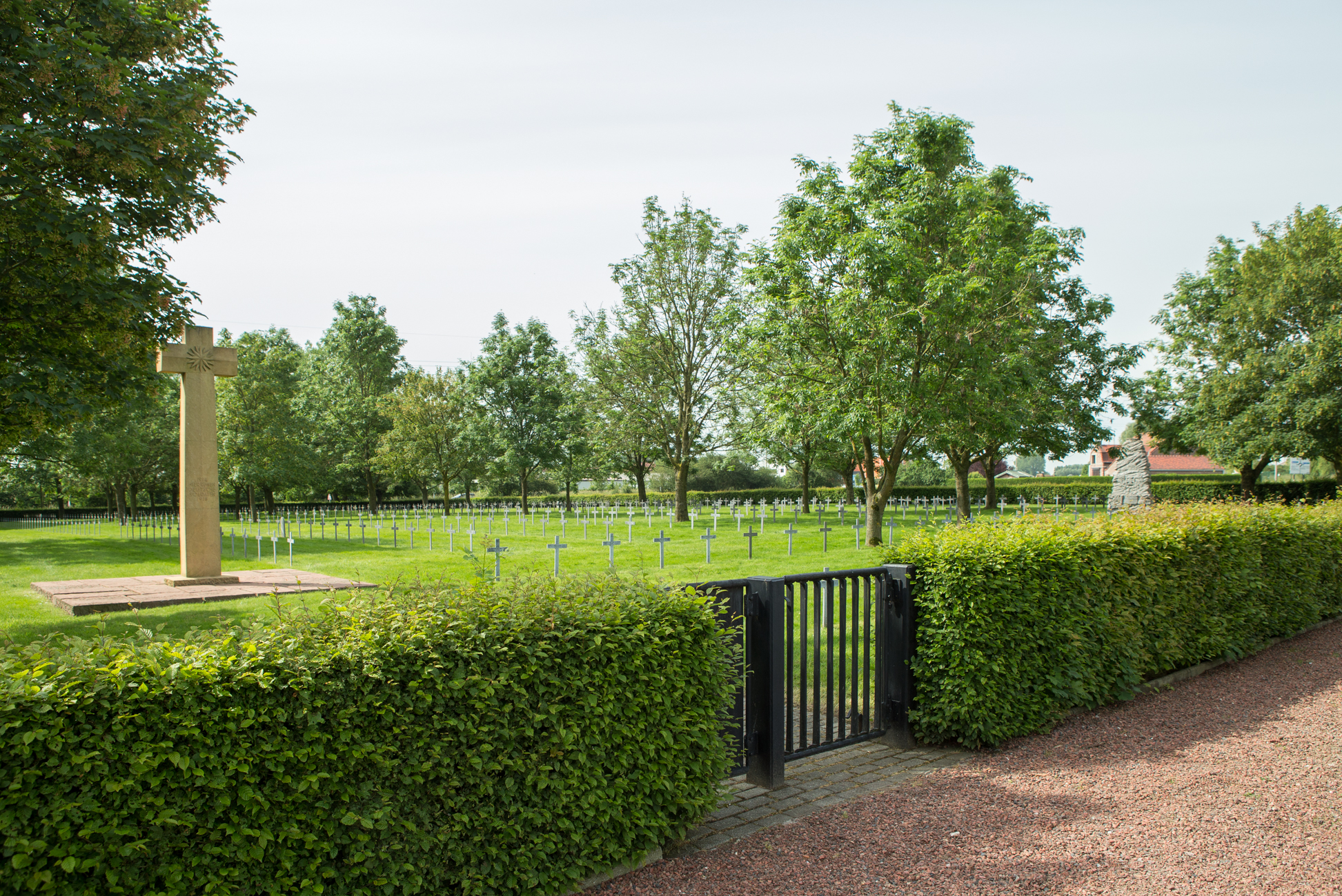
Deutscher Soldatenfriedhof

## Persönlichkeiten
- Ogier Ghislain de Busbecq (1522–1592), Diplomat, Humanist, Botaniker
- Jean Debuf (1924–2010), Gewichtheber